# Nécropole nationale de Suippes-Ville
La nécropole nationale de Suippes-Ville est un cimetière militaire français de la Première Guerre mondiale, situé sur le territoire de la commune de Suippes dans le département de la Marne.

## Historique
La nécropole nationale de Suippes-Ville a été créé en 1915. Son aménagement s'est déroulé en plusieurs étapes : de 1920 à 1924, en 1927-1928, en 1932 et en 1938.

## Caractéristiques
Ce cimetière militaire regroupe 4 853 corps de soldats tombés sur le territoire de Suippes et de Perthes-lès-Hurlus, lors des combats de la Grande Guerre. Les soldats sont inhumés dans des tombes individuelles sur une superficie de 2,06 ha.
Dans le cimetière de Suippes-Ville, repose le caporal Louis Girard, un des "Quatre Caporaux de Souain" fusillés pour l'exemple.

## Émile Clermont (18-1916), auteur de «Amour promis» et de «Laure».
- Hector d'Agoult (1860-1915), officier de marine, député du Sénégal.

## Galerie de photographies

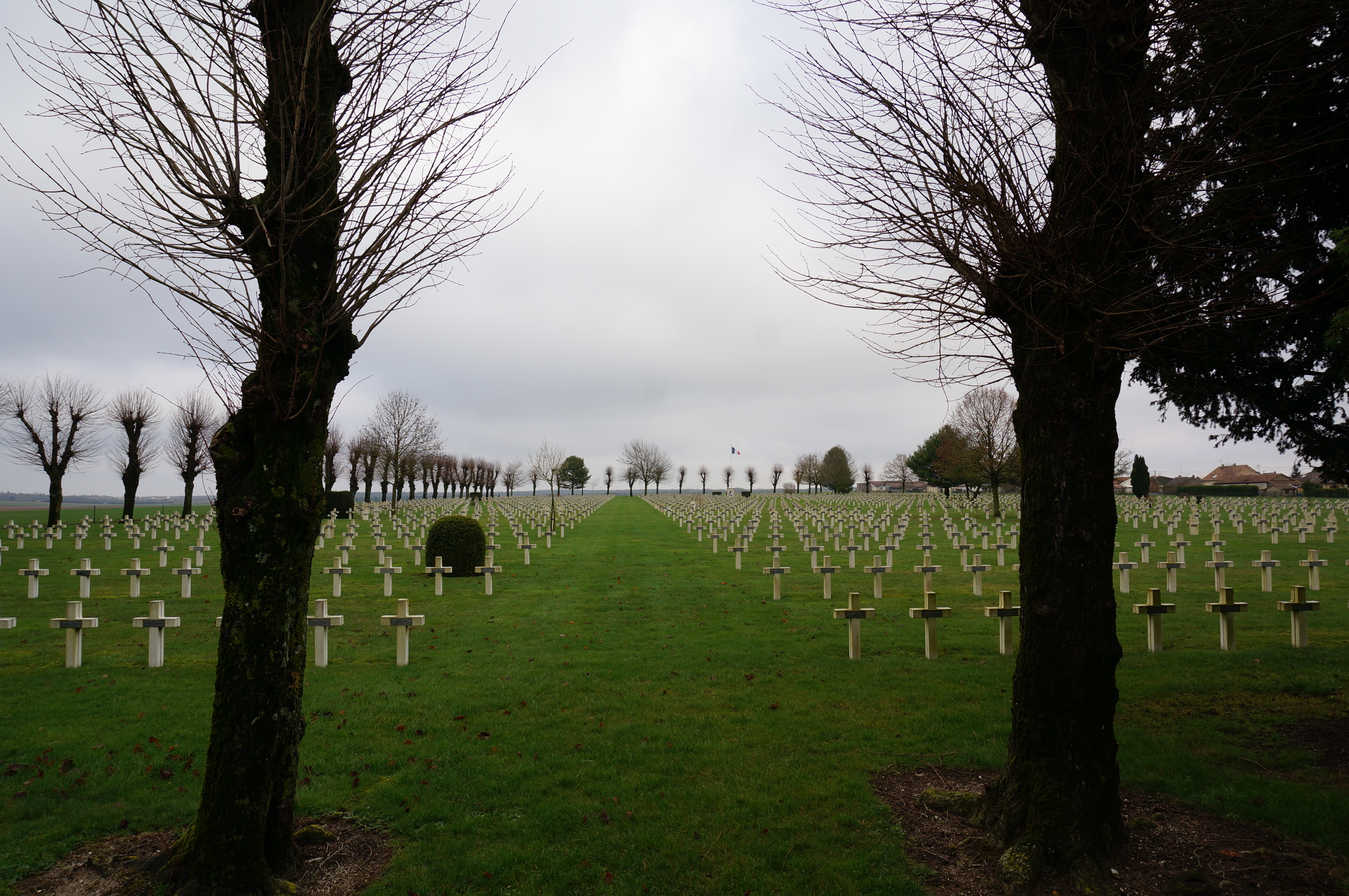
Nécropole nationale.
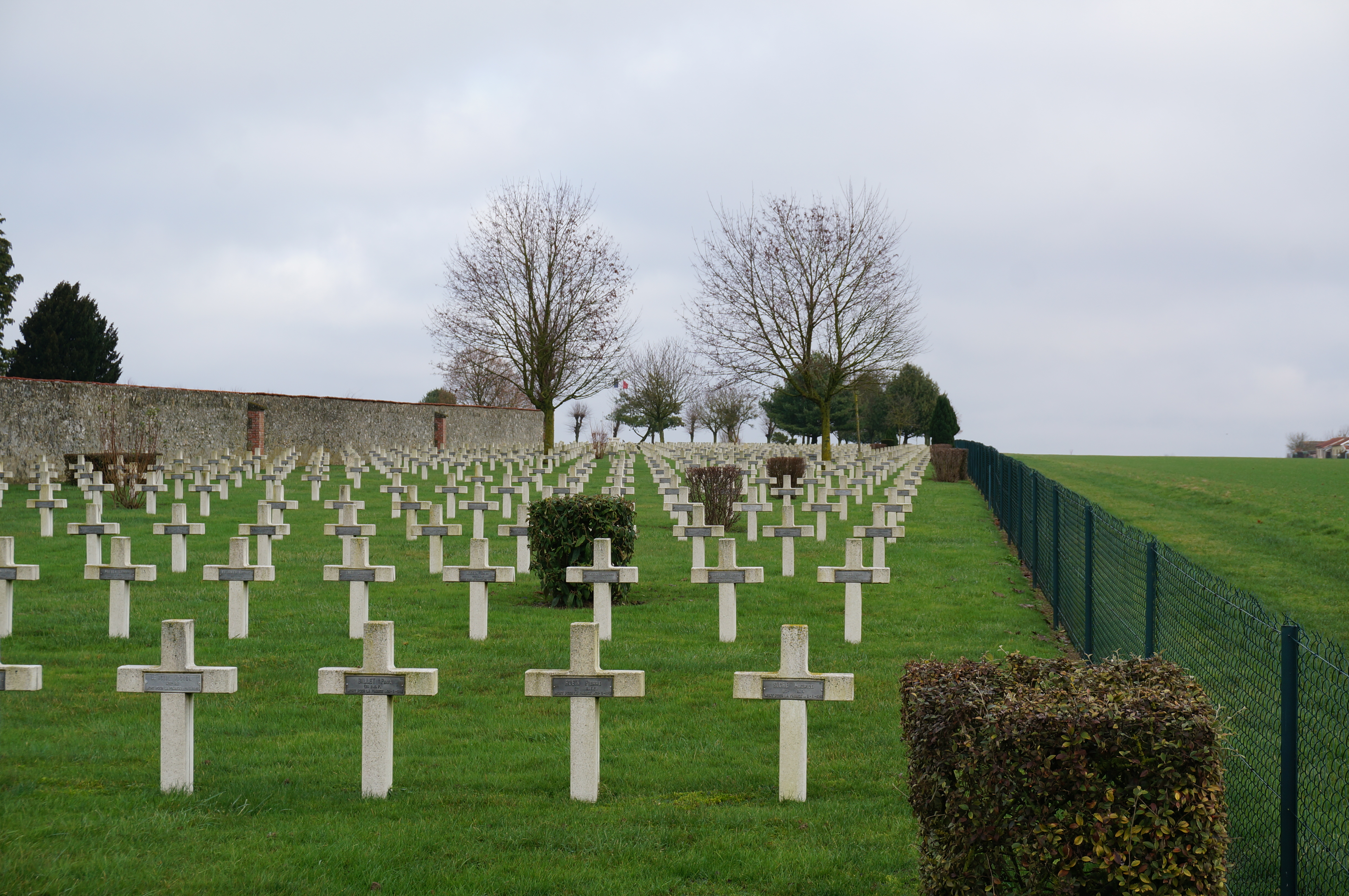
Tombes.